# رونالد فیشر
رونالد فیشر (انگلیسی: Ronald Fisher؛ متولد ۱۷ فوریه سال ۱۸۹۰ در لندن و درگذشته در ۲۹ ژوئیه ۱۹۶۲ در آدلاید استرالیا) یک دانشمند اهل انگلستان بود.

## زندگی
وی فرزند کیتی هیث (وکیل) و جرج فیشر (صاحب یک شرکت فروش فوق‌العاده در خیابان کینگ لندن) بود. دو فرزند اول آن‌ها اِوِلین (Evelyn) و جفری (Geoffrey) نام داشتند، فرزند سوم آن‌ها با نام آلن (Alan)، خیلی زود از دنیا رفت. در ادانه این ماجرا، کِیتی دچار خرافات شد و فکر کرد باید حتماً در اسم فرزندانش حرف Y وجود داشته باشد تا آن‌ها سالم و زنده بمانند؛ بنابراین، نام فرزندان بعدی که دو جفت دوقلو بودند و سِر رونالد آیلمر، یکی از دوقلوهای دوم بود مشمول این قاعده شد.
رونالد در طول دوران تحصیل استعداد درخشانی در ریاضیات از خود نشان داد. علیرغم از دست دادن مادرش در چهارده سالگی وی در همان سال، در رقابت ریاضیاتی که بین دانش‌آموزان تمام مدارس، در مدرسهٔ «هارو» برگزار شد، موفق به کسب مدال شد.
فیشر علی‌رغم اینکه در دانشگاه کمبریج ریاضیات و نجوم خوانده بود، به زیست‌شناسی نیز علاقه‌مند بود. در سال دوم مقطع کارشناسی، مشورت خود را با اعضای هیئت علمی دانشگاه در خصوص تشکیل یک جامعه اصلاح نژاد در دانشگاه کمبریج آغاز کرد. او آزمون حساب و ریاضیات سال ۱۹۱۲ را با سربلندی پشت سر نهاد اما استاد او عقیده داشت که رونالد می‌توانست بهتر باشد.
پس از دریافت جایزه ولستون (Wollaston)، وی به مطالعاتش بر روی تئوری خطاها در دانشگاه کیمبریج ادامه داد. در واقع این علاقهٔ فیشر بود که آن‌ها را به سمت سرمایه‌گذاری بر روی مطالعات حوزهٔ آمار سوق می‌داد. بعد از فارغ‌التحصیل شدن از کمبریج، او دیگر از هیچ‌گونه پشتیبانی مالی برخوردار نبود و برای چند ماه در شرکتی در کانادا مشغول به کار شد. سپس به لندن بازگشت و به عنوان یک متخصص علم آمار در یک شرکت بزرگ استخدام شد. در سال ۱۹۱۴، با شروع جنگ، فیشر مشتاقانه خود را برای ملحق شدن به ارتش معرفی کرد. در تمام آزمونهای پزشکی امتیاز لازم را کسب کرد به‌جز آزمون بینایی، همین امر باعث عدم پذیرش او در ارتش شد. بین سال‌های ۱۹۱۵ تا ۱۹۱۹، به عنوان معلم ریاضیات و فیزیک در مدارس تدریس کرد.
علاقه‌اش به اصلاح نژاد و تجربیاتش در کمبریج، فیشر را علاقه‌مند کرد به اینکه برای خود مزرعه‌ای داشته باشد. در مورد این طرح‌ها، همسر یکی از دوستان رونالد در دانشگاه مشوق او بود و همین امر منجر به آشنایی فیشر با خواهر کوچکتر او و ازدواج آن‌ها شد.
سال ۱۹۱۹ در پی پیشنهاد هم‌زمان دو پُست، فیشر از شغل معلمی دست کشید. «کارل پیرسون» به او پیشنهاد کرد تا به عنوان کارشناس ارشد آمار در لابراتوار گالتون مشغول به کار شود. همچنین پست مشابهی در ایستگاه آزمایش‌های کشاورزی روتهامستد (Rothamsted) به وی پیشنهاد شد که یکی از قدیمی‌ترین مؤسسات تحقیقات کشاورزی در انگلستان بود و در سال ۱۸۳۷ به منظور مطالعه بر روی اثرات تغذیهٔ خاک و انواع تیپ خاک بر روی باروری گیاهان تأسیس شده بود. علاقه فیشر به کشاورزی سبب شد تا پست پیشنهادی روتهامستد را بپذیرد. جایی که او به واسطه ارائه روش‌های آنالیز و تجزیه و تحلیل نتایج آزمایش‌ها، خدمات زیادی هم به علم آمار و هم به علم ژنتیک کرد.
در آنجا بود که او بر طراحی آزمایش‌هایی به‌وسیلهٔ معرّفی مفهوم انتخاب تصادفی و آنالیز واریانس مطالعاتی انجام داد، روش‌هایی که هم‌اکنون نیز در تمام دنیا مورد استفاده قرار می‌گیرند. فیشر عقیده داشت که چیدمان و تنظیم یک آزمون به صورت مجموعه‌ای از زیرآزمایش‌های مجزا که در داشتن یک یا چندین فاکتور یا رفتار، با یکدیگر متفاوت هستند برای آن‌ها کارایی بیشتری دارد. این زیر آزمایش‌ها در چنین روشی به گونه‌ای طراحی می‌شدند که تفاوت خروجی‌های آن‌ها به فاکتورها یا ترکیبی از فاکتورها به وسیله آنالیز آماری ربط داده شود. این پیشرفت قابل توجهی نسبت به روش‌های موجود بود که تنها یک فاکتور را در یک زمان در یک آزمایش بررسی می‌کرد، که روش ناکارآمدی بود.
وی در سال ۱۹۲۱ مفهوم احتمال را معرفی کرد. احتمال یک پارامتر، متناسب است با امکان وجود داده‌ها و تابعی ارائه می‌دهد که معمولاً دارای یک واحد ارزش ماکزیمم است، که ماکزیمم احتمال نامیده می‌شود. فیشر در سال ۱۹۲۲، تعریف جدیدی از آمار ارائه کرد. هدف او این بود که ادعا کند، کاهش (کمبود) داده وجود دارد و سه مشکل اساسی را معرفی کرد:
1. گوناگونی انواع جمعیتی که داده‌ها از آن می‌آیند.
2. تخمین
3. توزیع

در این خصوص فیشر متون مهم زیادی را منتشر کرد؛ به خصوص «روش‌های آماری برای پژوهشگران، ۱۹۲۵» که با ویرایش‌های زیادی از سوی او در طول زندگی‌اش همراه بود. کتاب نام برده، شامل روش‌هایی برای طراحی و آنالیز آزمون‌هایی بود که وی در آزمایشگاه روتهامستد انجام داده بود. خدماتی که فیشر ارائه داد، شامل توسعه روش‌هایی متناسب بای نمونه‌های کوچک بود. دیگر کتابهایی که فیشر منتشر کرد عبارت بودند از:
تئوری ژنتیکی انتخاب طبیعی (۱۹۳۰)
طراحی آزمون‌ها (۱۹۳۵)
جداول آماری (۱۹۴۷)
در سال ۱۹۳۳، در پی بازنشستگی کارل پیرسون به عنوان استاد اصلاح نژاد در کالج گالتون، فیشر برای جانشینی او انتخاب شد. فیشر به مدت ۱۰ سال در این پُست باقی ماند، تا زمانی که در سال ۱۹۴۳ برای کرسی استادی ژنتیک دانشکده آرتور بالفور دانشگاه کیمبریج انتخاب شد. فیشر و پیرسون از سال‌ها پیش، اختلافاتی در خصوص نظریه‌های آماری شان داشتند، از زمانی که پیرسون در یک مقاله مدعی شد که فیشر در تشخیص تفاوت بین احتمال و احتمال معکوس دچار اشتباه شده است. پس از آن نیز فیشر مورد بی‌مهری‌ها و بی عدالتی‌هایی از سوی جامعه علمی زمان خود قرار گرفت، بیشتر از سوی ریاضیدان‌هایی که درکی ریاضی از مسائل زیست شناختی نداشتند و همین امر باعث تلخ کامی وی می‌شد. این تلخ کامی‌ها و اختلافات زمانی عمیق‌تر شد که پیرسون در سال ۱۹۲۲، در مقاله‌ای به عنوان سردبیر نشریه «بایومتریکا»، فیشر را به دلیل استفاده از آزمون خی-دو مورد انتقاد شدید قرار داد. انجمن سلطنتی آمار، پس از آن حاضر به انتشار مقالات فیشر نشد و او به نشانه اعتراض استعفای خود را تقدیم کرد. البته فیشر نیز در تمام این مدت از هر فرصتی برای نقد پیرسون استفاده می‌کرد و این مجادلات حتی پس در مرگ پیرسون با پسرش ادامه یافت.
فیشر در سال ۱۹۲۹ برای همکاری با انجمن سلطنتی آمار برگزیده شد، در سال ۱۹۳۸ از این انجمن مدال افتخار دریافت کرد و در سال ۱۹۴۸ نیز موفق به دریافت مدال داروین شد. در سال ۱۹۵۵ مدال کاپلی از سوی انجمن سلطنتی به وی اعطا شد و تا زمانی که در قید حیات بود، در دانشگاه‌های بسیاری تدریس کرد.